# (100362) 1995 UJ14
(100362) 1995 UJ14 es un asteroide perteneciente al cinturón de asteroides, descubierto el 17 de octubre de 1995 por el equipo del Spacewatch desde el Observatorio Nacional de Kitt Peak, Arizona, Estados Unidos.

## Designación y nombre
Designado provisionalmente como 1995 UJ14.

## Características orbitales
1995 UJ14 está situado a una distancia media del Sol de 2,333 ua, pudiendo alejarse hasta 2,848 ua y acercarse hasta 1,818 ua. Su excentricidad es 0,220 y la inclinación orbital 3,181 grados. Emplea 1301 días en completar una órbita alrededor del Sol.

## Características físicas
La magnitud absoluta de 1995 UJ14 es 15,9.